# Markus Howard
Markus Anthony Howard (New Jersey, 3 de março de 1999) é um jogador norte-americano de basquete profissional que atualmente joga no Saski Baskonia da Liga ACB e no Euroliga.
Ele jogou basquete universitário pela Universidade Marquette.

## Carreira no ensino médio
Howard começou sua carreira no ensino médio na Perry High School em Gilbert, Arizona. Ainda calouro, ele estreou com o seu irmão e teve média de 23 pontos, levando seu time às semifinais estaduais. Ele se comprometeu com Arizona State após sua temporada de calouro. Depois de uma segunda temporada em que teve uma média de 32,4 pontos, Howard se retirou de Arizona State e reabriu seu recrutamento.
Para sua terceira temporada, Howard foi transferido para a Findlay Prep em Henderson, Nevada. Durante sua última temporada, onde liderou a equipe na pontuação, Howard anunciou que iria se reclassificar para a classe de 2016 e assinou com a Universidade Marquette.

## Carreira universitária
Como calouro, Howard entrou na equipe titular e teve média de 13,2 pontos e liderou o país em arremessos de três pontos com 54,7%. Ele foi nomeado para a Equipe de Novatos da Big East de 2017.
Em seu segundo ano, Howard se tornou um dos maiores artilheiros do basquete universitário. Ele teve média de 20,4 pontos e foi nomeado para a Segunda-Equipe da Big East. Ele também terminou a temporada com a segunda melhor porcentagem de lance livre da NCAA (93,8%).
Em sua terceira temporada, Howard registrou dois jogos de 45 pontos contra Kansas State e Buffalo. Ele marcou 53 pontos, o recorde de sua carreira, em uma vitória na prorrogação sobre Creighton em 9 de janeiro de 2019, quebrando o recorde de um único jogo do Big East.
No primeiro jogo de sua última temporada, Howard se tornou o artilheiro de todos os tempos de Marquette quando contribuiu com 38 pontos na vitória por 88-53 contra Loyola. Ele foi nomeado o Jogador da Semana da Big East em 11 de novembro de 2019. Em 29 de novembro, Howard marcou 51 pontos na vitória de 101-79 sobre USC. Ele se tornou o terceiro jogador a marcar 50 pontos em um jogo em três temporadas consecutivas, juntando-se a Wayman Tisdale e Pete Maravich. Além disso, como ele marcou 40 pontos na partida anterior, ele se juntou a Maravich, Johnny Neumann e Bob Pettit como os únicos jogadores em grandes conferências a marcar 40 pontos em dias consecutivos. Em 12 de fevereiro de 2020, Howard registrou 24 pontos, cinco rebotes e duas assistências na derrota por 72-71 para Villanova. Ele se tornou o maior artilheiro de todos os tempos da Big East em jogos da liga, ultrapassando os 1.405 pontos de Lawrence Moten. No final da temporada regular, Howard foi escolhido por unanimidade para a Primeira-Equipe da Big East. Ele teve médias de 27,8 pontos e 3,3 assistências.

## Carreira profissional

### Denver Nuggets (2020 – 2022)
Depois de não ter sido selecionado no draft da NBA de 2020, Howard assinou um acordo bi-direcional com o Denver Nuggets em 30 de novembro de 2020. Em 13 de maio de 2021, Howard marcou 15 pontos, o recorde de sua carreira, na vitória por 114–103 sobre o Minnesota Timberwolves.
Cazoo Baskonia Vitoria-Gasteiz (2022 - Presente)
Depois de duas épocas ao serviço dos Denver Nuggets, Howard assinou um acordo com o Baskonia por duas épocas, onde jogará na ACB e na Euroliga. Apesar de o estilo de jogo europeu ter diferenças para o "americano" Howard adaptou-se muito bem fazendo exibições fantásticas, relembrando os tempos em que jogava pelo Universidade Marquette.
Em 11 de dezembro de 2022, Howard marcou 34 pontos frente ao Gran Canaria, tendo convertido 9 triplos, batendo o recorde de triplos feitos num jogo por um jogador ao serviço do Baskonia. 

## Carreira na seleção
Howard representou os Estados Unidos em jogos da FIBA em duas ocasiões. Em 2015, ele foi membro da equipe norte-americana vencedora da medalha de ouro na Copa América Sub-16. No ano seguinte, Howard ganhou a medalha de ouro na Copa do Mundo Sub-17 em Zaragoza, Espanha. No torneio, ele teve médias de 11,9 pontos e 2,6 assistências.

## Estatísticas da carreira

### NBA

#### Temporada regular
| Ano      | Equipe   | PJ | PT | MPJ | AP   | 3P   | LL   | RT | AS | BR | TO | PPJ |
| -------- | -------- | -- | -- | --- | ---- | ---- | ---- | -- | -- | -- | -- | --- |
| 2020–21  | Denver   | 37 | 1  | 5.5 | .377 | .277 | .778 | .6 | .5 | .1 | .0 | 2.8 |
| 2021–22  | Denver   | 31 | 0  | 5.7 | .386 | .400 | .870 | .4 | .2 | .3 | .0 | 4.1 |
| Carreira | Carreira | 68 | 1  | 5.6 | .381 | .338 | .824 | .5 | .3 | .2 | .0 | 3.4 |

#### Playoffs
| Ano  | Equipe | PJ | PT | MPJ  | AP   | 3P   | LL   | RT | AS | BR | TO | PPJ |
| ---- | ------ | -- | -- | ---- | ---- | ---- | ---- | -- | -- | -- | -- | --- |
| 2021 | Denver | 9  | 0  | 12.4 | .405 | .423 | .500 | .8 | .4 | .0 | .1 | 4.7 |

### Universitário
| Ano      | Equipe    | PJ  | PT  | MPJ  | AP   | 3P   | LL   | RT  | AS  | BR  | TO | PPJ  |
| -------- | --------- | --- | --- | ---- | ---- | ---- | ---- | --- | --- | --- | -- | ---- |
| 2016–17  | Marquette | 31  | 27  | 22.0 | .506 | .547 | .889 | 2.2 | 2.3 | .8  | .1 | 13.2 |
| 2017–18  | Marquette | 34  | 31  | 31.5 | .464 | .404 | .938 | 3.2 | 2.8 | 1.0 | .1 | 20.4 |
| 2018–19  | Marquette | 34  | 34  | 33.5 | .420 | .403 | .890 | 4.0 | 3.9 | 1.1 | .0 | 25.0 |
| 2019–20  | Marquette | 29  | 29  | 33.2 | .422 | .412 | .847 | 3.5 | 3.3 | .9  | .0 | 27.8 |
| Carreira | Carreira  | 128 | 121 | 30.0 | .452 | .441 | .891 | 3.2 | 3.0 | .9  | .0 | 21.5 |

Fonte:

## Vida pessoal
O irmão mais velho de Howard, Jordan Howard, jogou basquete universitário por Central Arkansas e foi o Jogador do Ano da Southland Conference de 2018. Ele atualmente joga no Gevi Napoli da Liga Italiana. Os irmãos foram companheiros de equipe por uma temporada em Perry High. Os Howard é descendente de porto-riquenhos.
Howard é muito público sobre sua fé cristã. Ele explicou o motivo pelo qual usa o número 0 dizendo: “Antes de mais nada, sou cristão. Sou um filho de Deus, então quero ter certeza de que meu número significava algo e representava algo. Realmente representa que sem meu relacionamento com Cristo, sinto que não sou a pessoa que devo ser“. Em 2018, Howard fundou um clube da Atletas de Cristo em Marquette.